# 夏爾·朗勒扎克
夏爾·路易·馬里·朗勒扎克（法語：Charles Louis Marie Lanrezac；1852年7月31日—1925年1月18日），是一位法國陸軍將領，在第一次世界大戰前期西線戰場擔任要職，負責指揮法國北部的第五軍團。